# Paolo Pino
Paolo Pino (Venezia, ... – ...; fl. 1534-1565) è stato uno scrittore e pittore italiano, attivo a Venezia e a Padova.

## Biografia
Poche sono le notizie su Paolo Pino (o Pini, o Pinni): è stato uno scolaro del pittore Giovanni Gerolamo Savoldo ed ha avuto certamente contatti con pittori padovani; ma la sua opera pittorica è andata in larga parte perduta. Un suo autoritratto si trovava in casa del giurista padovano Marco Mantova Benavides. Una pala d'altare con Madonna col Bambino e Santi fu da lui dipinta per la chiesa di San Francesco Grande a Padova (firmata e datata al 1565). Un ritratto del medico Coignati è presente nella Collezione dei ritratti agli Uffizi.

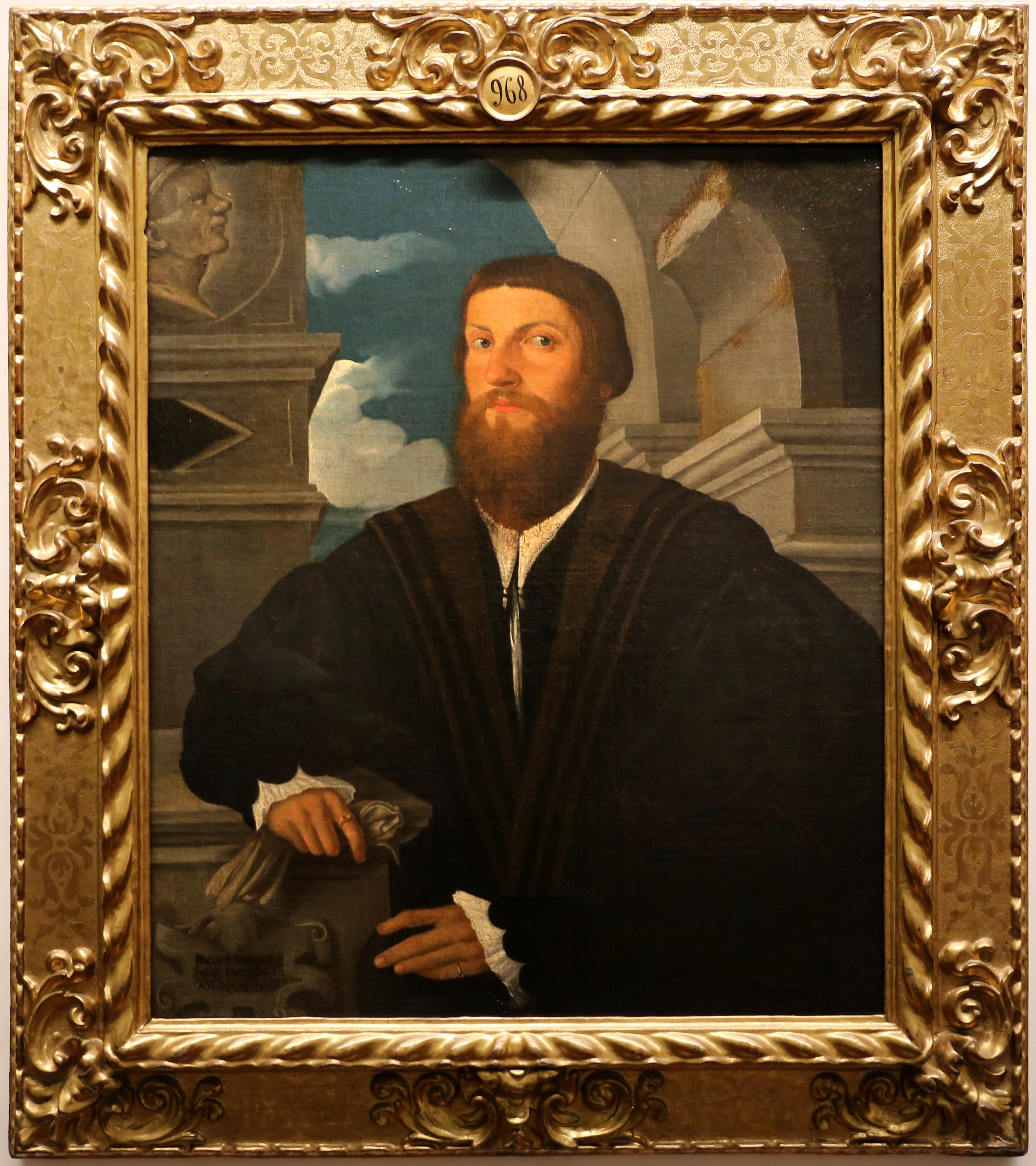
Paolo Pino, Ritratto del medico Coignati, Venezia, 1534 (Uffizi)

Paolo Pino più che alla pittura deve la sua fama al saggio storico Dialogo di pittura (1548) - composto in forma di dialogo e dedicato al doge Donà - col quale affermò la differenza fra la scuola pittorica veneta e quella rinascimentale fiorentina, sostenendo l'originalità dei veneti, elogiando pittori che si riferivano a Giorgione ed anticipando alcuni aspetti della poetica del manierismo. Ha lasciato anche un elenco di pittori veneti e ne ha diffuso notizie biografiche, anche minute. Jacopo Sansovino ha affermato che Paolo Pino compose poemi e scrisse due commedie, opere che non sono a noi arrivate.

## Opere
- Rodolfo e Anna Pallucchini (a cura di), "Dialogo di pittura" di Paolo Pinto, Venezia, 1946. Edizione critica.